# Achocalla

Vista panorámica la Achocalla

Achocalla es una pequeña ciudad y un municipio de Bolivia, ubicada en la provincia de Murillo del departamento de La Paz. Es parte del área metropolitana de la ciudad de La Paz.
Se encuentra ubicado a 15 km de la ciudad de La Paz, capital del departamento, y se halla a un promedio de 3.750 metros sobre el nivel del mar. La localidad de Achocalla cuenta con una población de 18.442 habitantes, mientras que el municipio cuenta con una población de 22.431 habitantes (según el Censo INE 2012).
Es conocida por la Laguna de Achocalla, un espejo de agua natural con cerca de 45 ha, muy frecuentado en los fines de semana (paseos en barca).

## Demografía
De acuerdo con el censo boliviano de 2024, la población del municipio de Achocalla es de 46 068 habitantes.
Achocalla forma parte del área de influencia directa de la metrópolis de La Paz y por lo tanto tiene un rápido crecimiento poblacional. La población del municipio de Achocalla aumentó tres veces y media entre 1992 y 2024.
| Año  | Habitantes (municipio) | Habitantes (localidad) | Fuente |
| ---- | ---------------------- | ---------------------- | ------ |
| 1992 | 13.105                 | ca. 5.600              | Censo  |
| 2001 | 15.110                 | 10.369                 | Censo  |
| 2012 | 22.431                 | 18.442                 | Censo  |
| 2024 | 46.068                 |                        | Censo  |

Entre 2001 y 2012, Amachuma se incorporó a Achocalla.

## Transporte
Achocalla se encuentra a 20 kilómetros de carretera al sur de la ciudad de La Paz, la sede de gobierno de Bolivia, y está conectado con la capital por dos enlaces viales diferentes.
El acceso a Achocalla se realiza a través de la ruta nacional Ruta 2, que corre hacia el oeste desde la cuenca de La Paz hacia la meseta de El Alto. Desde allí se sigue la Ruta 1 seis kilómetros al sur y luego se sale del Altiplano nuevamente por tres kilómetros valle abajo hasta el centro de Achocalla.
Otro acceso corre directamente hacia el sur desde La Paz a lo largo del Río de la Paz hacia el suburbio de Mallasa y se bifurca hacia el oeste en Mallasilla hasta Achocalla.